# Lijst van voetbalinterlands Canada - Schotland (vrouwen)
Deze lijst van voetbalinterlands is een overzicht van alle officiële voetbalinterlands tussen de nationale vrouwenteams van Canada en Schotland. De landen hebben tot nu toe acht keer tegen elkaar gespeeld.

## Wedstrijden
| № | Plaats    | Datum            | Competitie                                     | Wedstrijd          | Uitslag |
| - | --------- | ---------------- | ---------------------------------------------- | ------------------ | ------- |
| 1 | Quarteira | 1 maart 2002     | Algarve Cup 2002                               | Canada − Schotland | 3 − 0   |
| 2 | Larnaca   | 10 maart 2008    | Vriendschappelijk                              | Canada − Schotland | 0 − 2   |
| 3 | Larnaca   | 2 maart 2011     | Cyprus Women's Cup 2011                        | Canada − Schotland | 1 − 0   |
| 4 | Larnaca   | 28 februari 2012 | Cyprus Women's Cup 2012                        | Canada − Schotland | 5 − 1   |
| 5 | Brasilia  | 12 december 2013 | International Women's Football Tournament 2013 | Schotland − Canada | 0 − 2   |
| 6 | Brasilia  | 22 december 2013 | International Women's Football Tournament 2013 | Canada − Schotland | 1 − 0   |
| 7 | Nicosia   | 4 maart 2015     | Cyprus Women's Cup 2015                        | Schotland − Canada | 0 − 2   |
| 8 | Lagos     | 1 maart 2019     | Algarve Cup 2019                               | Schotland − Canada | 0 − 1   |

## Samenvatting
| Competitie                                | Totaal gespeeld | Winst Canada | Gelijk | Winst Schotland | Doelsaldo Canada – Schotland |
| ----------------------------------------- | --------------- | ------------ | ------ | --------------- | ---------------------------- |
| Algarve Cup                               | 2               | 2            | 0      | 0               | 4 − 0                        |
| Cyprus Women's Cup                        | 3               | 3            | 0      | 0               | 8 − 1                        |
| International Women's Football Tournament | 2               | 2            | 0      | 0               | 3 − 0                        |
| Vriendschappelijk                         | 1               | 0            | 0      | 1               | 0 − 2                        |
| Totaal                                    | 8               | 7            | 0      | 1               | 15 − 3                       |